# Dzień dobry, kraju nasz
Dzień dobry, kraju nasz... (Daleko stąd do białej róży...) – pieśń wojskowa z 1961 r. związana z Ludowym Wojskiem Polskim.
Incipit pieśni najprawdopodobniej nawiązuje do białych róż z pieśni Mieczysława Kozara-Słobódzkiego Białe róże popularnej jako Rozkwitały pąki białych róż... W tekście pobrzmiewają też motywy znane z utworu Wandy Chotomskiej Dzień dobry, Biały Ptaku, radzieckiej pieśni Мой адрес - Советский Союз (Mój adres - Związek Radziecki) czy piosenki biesiadnej Szła dzieweczka oraz w ogóle wątki typowe dla pieśni żołnierskiej: dziewczyna, daleki dom rodzinny, powrót, tęsknota, kwiaty (tu m.in. lipcowy głóg - być może nawiązanie do 22 lipca). 
Utwór jest pochwałą sił powietrznych PRL, ale przywołuje też skojarzenia z udziałem polskich lotników w II wojnie światowej, zwłaszcza Polskich Sił Powietrznych na obczyźnie. W pieśni nietrudno dopatrzeć się też antycypacji lotu kosmicznego Mirosława Hermaszewskiego, który jednak w 1961 r. dopiero wstąpił do dęblińskiej Szkoły Orląt.
Autorem słów jest Tadeusz Urgacz, muzykę skomponował Antoni Szaliński. 
Utwór był wielokrotnie wykonywany przez Centralny Zespół Artystyczny Wojska Polskiego.

## Tekst
Daleko stąd do białej róży,

co przed mym domem płatki mruży,

daleko stąd –

tu noce pełne są tęsknoty,

więc powracają samoloty

na stary ląd.

Dzień dobry, kraju nasz zielony,

jak dobrze ujrzeć ciebie znów,

brać w skrzydła twoje nieboskłony

błyszczące jak lipcowy głóg,

bo życie nasze jest dla ciebie

i młodość nasza pośród gwiazd,

choć jak meteor w czarnym niebie

czasami zgaśnie któryś z nas.

Rodzinna wiosko i ulico,

dziewczyno, różo, sosno z gór,

my wysrebrzoną błyskawicą

bronimy waszych gwiazd i chmur.

Jak bystra chmurka dzień przepłynie

przy białej róży i dziewczynie,

lecz przyjdzie czas,

że znowu pośle nas tęsknota

w skrzydlatych naszych samolotach

do gwiazd, do gwiazd.

Dzień dobry, kraju nasz zielony... 

## Literatura przedmiotu
- Bednarowicz Jędrzej, Werner Stanisław, Żołnierska rzecz : zbiór pieśni wojskowych, Warszawa, Wydawnictwo Ministerstwa Obrony Narodowej, 1965, s. 348–350.